# Alexander Ogle
Alexander Ogle (* 10. August 1766 in Frederick, Province of Maryland; † 14. Oktober 1832 in Somerset, Pennsylvania) war ein US-amerikanischer Politiker. Zwischen 1817 und 1819 vertrat er den Bundesstaat Pennsylvania im US-Repräsentantenhaus.

## Werdegang
Alexander Ogle besuchte die öffentlichen Schulen seiner Heimat. Im Jahr 1795 zog er nach Somerset in Pennsylvania, wo er eine politische Laufbahn einschlug. Ende der 1790er Jahre wurde er Mitglied der von Thomas Jefferson gegründeten Demokratisch-Republikanischen Partei. Zwischen 1803 und 1811 saß er mehrfach als Abgeordneter im Repräsentantenhaus von Pennsylvania. In der Staatsmiliz stieg er bis zum Generalmajor auf. Zwischen 1812 und 1817 bekleidete er verschiedene lokale Ämter.
Bei den Kongresswahlen des Jahres 1816 wurde Ogle im achten Wahlbezirk von Pennsylvania in das US-Repräsentantenhaus in Washington, D.C. gewählt, wo er am 4. März 1817 die Nachfolge von William Piper antrat. Da er im Jahr 1818 auf eine weitere Kandidatur verzichtete, konnte er bis zum 3. März 1819 nur eine Legislaturperiode im Kongress absolvieren.
Von 1819 bis 1823 war Alexander Ogle erneut Abgeordneter im Repräsentantenhaus von Pennsylvania; zwischen 1827 und 1828 gehörte er dem Staatssenat an. Er starb am 14. Oktober 1832 in Somerset, wo er auch beigesetzt wurde. Sein Sohn Charles Ogle (1798–1841) und sein Enkel Andrew Jackson Ogle (1822–1852) wurden ebenfalls Kongressabgeordnete.